# Hurricane (Virgínia Ocidental)
Hurricane é uma cidade localizada no estado norte-americano de Virgínia Ocidental, no Condado de Putnam.

## Demografia
Segundo o censo norte-americano de 2000, a sua população era de 5222 habitantes.
Em 2006, foi estimada uma população de 6071, um aumento de 849 (16.3%).

## Geografia
De acordo com o United States Census Bureau tem uma área de
7,7 km², dos quais 7,7 km² cobertos por terra e 0,0 km² cobertos por água. Hurricane localiza-se a aproximadamente 226 m acima do nível do mar.

## Localidades na vizinhança
O diagrama seguinte representa as localidades num raio de 16 km ao redor de Hurricane.